# Aligarh (Division)
Die Division Aligarh ist eine Division im indischen Bundesstaat Uttar Pradesh. Der Verwaltungssitz befindet sich in der Stadt Aligarh.

## Distrikte
Die Division Aligarh gliedert sich in vier Distrikte:
| Distrikt | Verwaltungssitz | Fläche in km² | Einwohner (2011) | Ew./km² |
| -------- | --------------- | ------------- | ---------------- | ------- |
| Aligarh  | Aligarh         | 3.650         | 3.673.889        | 1.007   |
| Etah     | Etah            | 2.431         | 1.774.480        | 730     |
| Hathras  | Hathras         | 1.840         | 1.564.708        | 850     |
| Kasganj  | Kasganj         | 1.955         | 1.436.719        | 735     |